# Budhanagar
Budhanagar (nepalski: बुद्धनगर) – gaun wikas samiti we wschodniej części Nepalu w strefie Kośi w dystrykcie Morang. Według nepalskiego spisu powszechnego z 2001 roku liczył on 2093 gospodarstw domowych i 12070 mieszkańców (5767 kobiet i 6303 mężczyzn).